# Die Blumen von Shanghai
Die Blumen von Shanghai (Originaltitel: chinesisch 海上花, Pinyin Hāishànghuā, Jyutping Hoi2soeng6faa1; internationaler Titel: Flowers of Shanghai) ist ein taiwanisch-japanisches Filmmelodram aus dem Jahr 1998 von Regisseur Hou Hsiao-Hsien nach der Vorlage The Sing-Song Girls of Shanghai (1894) von Han Bangqing (Übersetzung Eileen Chang und Eva Hung). Nicht unüblich für den Regisseur zeichnet sich der Film durch weitestgehendes Fehlen einer äußeren Handlung aus, je nach Sichtweise.

## Handlung
In vier engen, aber eleganten Flower Houses im Shanghai des ausgehenden 19. Jahrhunderts (Qing-Dynastie) werden mehrere Dramen und Schicksale in Andeutungen (und auch Lügen und Beschönigungen) beschrieben. Die Handlung ist eingebettet zwischen vier Trinkgelagen und Banketten der zumeist lebensälteren Meister, nur im dunklen Gelb des Kerzenlichts. Zubereitung und Genuss von Opium und Tee steht im Mittelpunkt des Geschäftsbetriebes. Zwischentitel klären auf, dass Crimson nach Huifang, Pearl nach Gongyang, Emerald nach Shangren und Jasmin nach East Hexing gehört.
Die Beziehungen der reichen Herren zu den Konkubinen sind langjährige Verpflichtungen und teils monogam geführt. Die Einrichtung der Häuser, alle Kleidung und persönliches Hab und Gut sind Geschenke. Das Leben der anmutigen, wohlerzogenen Mädchen, die jung gekauft wurden, gleicht in mancher Hinsicht einem Leben in Leibeigenschaft oder Sklaverei. Die Beziehung zu ihren eigenen Patroninnen ist persönlich, vertraulich und dabei ganz unterschiedlich beschaffen. Der beklemmenden gesellschaftlichen Konventionen wegen träumen sie davon, ihre Schulden abzubezahlen, oder sich in die Freiheit und einen höheren Stand zu heiraten.
Der schweigsame Meister Wang lässt nach (angeblich) 2½ Jahren die Kurtisane Crimson fallen zugunsten von Jasmin, für die er innerhalb von nur 10 Tagen Feuer und Flamme war. Dabei bietet er an, Crimsons Schulden zu begleichen. Wang sieht sich in mehrfachen Bindungen und zwischen verhärtenden Fronten. Die Abhängigkeiten stellen sich als beidseitig heraus.
Crimson hat nur noch Meister Wang als Kunden und muss von dem Geld ihre gesamte Familie versorgen. Emerald war als Kind einstmals 100 Dollar wert. Meister Luo will sie freikaufen. Die Prostituierte Silver Phoenix wird von ihrer Ziehmutter misshandelt. Meister Wang hat volltrunken einen Wutanfall, als er herausfindet, dass Crimson fremdgeht. Ein Vertrag über Emerald wird aufgesetzt, und ein Notar kommt das Inventar protokollieren. Angeblich schlägt Wang Jasmin, die angeblich einen Selbstmordversuch begeht. Jade versucht, ihren Kunden, mit dem sie sich ewige Liebe geschworen hatte, zu vergiften. Für sie arrangiert man daraufhin eine Ehe. Der Film endet damit, dass Crimson und ein Schauspieler, mit dem sie eine Affäre hat, in trauter Zweisamkeit zusammen sind und sie ihm liebevoll eine Pfeife vorbereitet. Damit handelt sie gegen ihre eigene Aussage, denn sie hatte Wang erzählt, dass sie den Schauspieler dazu gebracht habe, sich die Pfeife selbst zu stopfen.

## Kritiken
„mehrfaches Ansehen und unmögliche Geduld sind vonnöten […] Alle Szenen scheinen nur von Kerzen und Öllampen erleuchtet […] Obwohl wir das Freudenhaus nicht verlassen, gibt es nie auch nur eine Andeutung von Sexualität oder auch nur Leidenschaft […] Eine einzige Musikfolge liegt wieder und wieder unter dem ganzen Film […] Ich kann die unglaubliche Schönheit dieses Films gar nicht genug betonen“

„Statische und öde Story in einem Bordell in Shanghai von 1880. Die Kameraarbeit ist minimal, also ein Bühnenstück, wo sich die Aktionen fast ausschließlich abseits der Bühne zutragen. […] Sehr niederschmetternd. […] Überhaupt nur in zwei Szenen passiert etwas außer Dialog“

„Ich dachte […] ich wäre in eine andere Welt transportiert (ich bin mir bewusst, dass das schrecklich klischeehaft klingt, aber mir fällt kein anderer Regisseur ein, der in diesem Maße dieses Gefühl hervorruft.) Flowers of Shanghai ist möglicherweise nicht Hous bester Film […] aber vielleicht sein schönster. […] sehr empfohlen“

„grenzwertig komatös (borderline comatose)“

„der Raum fühlt sich zuweilen an, als könne er in jede Richtung springen […] Das ist etwas Neues im Film (It's something new in cinema)“

## Sonstiges
Von den Blenden der 37 Szenen abgesehen, gibt es keinen einzigen Schnitt im Film. „Ordnung und Stil sind Bedeutung und Handlung gegenüber privilegiert […] ein unpersönlicher Stil, der auch nichts mit Thema oder Anliegen der Handlung zu tun hat“ führt Colin Burnett aus, und: „die verschiedenen Räume und Enklaven verlieren ihre Unterscheidbarkeit […] Herausfinden, wo wir sind, ist das Spiel, zu dem Hous Film uns auffordert.“ Der Film spielt ausschließlich in Innenräumen, selbst die Sonne ist nur zu ahnen.

## Auszeichnungen
Internationale Filmfestspiele von Cannes 1998
- Nominierung Goldene Palme für Hou Hsiao-Hsien. Der Preis ging an Die Ewigkeit und ein Tag von Theo Angelopoulos.

Asia-Pacific Film Festival 1998
- Preis in der Kategorie Best Director für Hou Hsiao-Hsien
- Preis in der Kategorie Best Art Director für Huang Wen-Ying

Kerala International Film Festival 1999
- Golden Crow Pheasant für Hou Hsiao-Hsien

Der Film wurde zur 71. Oscarverleihung vorgeschlagen, nahm aber nicht am Wettbewerb teil.